# Fourierův zákon
Fourierův zákon je konstitutivním zákonem při procesu vedení tepla. Podle něj je hustota tepelného toku {\displaystyle q} v látce se součinitelem tepelné vodivosti {\displaystyle \lambda } vyvolaná gradientem teploty {\displaystyle \nabla T} dána vztahem 
{\displaystyle q=-\lambda \nabla T}.
V souřadnicích je možno (s použitím Einsteinovy sumační symboliky) pro jednotlivé komponenty vektoru {\displaystyle q} psát
{\displaystyle q_{i}=-\lambda _{ij}{\frac {\partial T}{\partial x_{j}}}}
v anizotropním prostředí s tenzorovým součinitelem tepelné vodivosti (viz níže) a 
{\displaystyle q_{i}=-\lambda {\frac {\partial T}{\partial x_{i}}}}
v izotropním prostředí.

## Speciální případy
V izotropním materiálu je součinitel tepelné vodivosti skalární veličina. Fourierův zákon v tomto případě říká, že vektor hustoty tepelného toku {\displaystyle q} je úměrný gradientu teploty {\displaystyle \nabla T} a má opačný směr.
V anizotropním materiálu je součinitel tepelné vodivosti tenzorovou veličinou a vektory hustoty tepelného toku a gradientu teploty opačný směr mít nemusí.
Pokud v jednorozměrném případě je teplota lineární funkcí polohy (například stacionární vedení tepla v homogenním prostředí), bývá zvykem ve formulaci Fourierova zákona vyjádřit gradient teploty jako podíl změny teploty a délky, na níž tato změna nastala. V takovém případě zpravidla pracujeme s velikostí toku a neuvažujeme opačné znaménko veličin na obou stranách Fourierova zákona.